# Pfeffernüsse

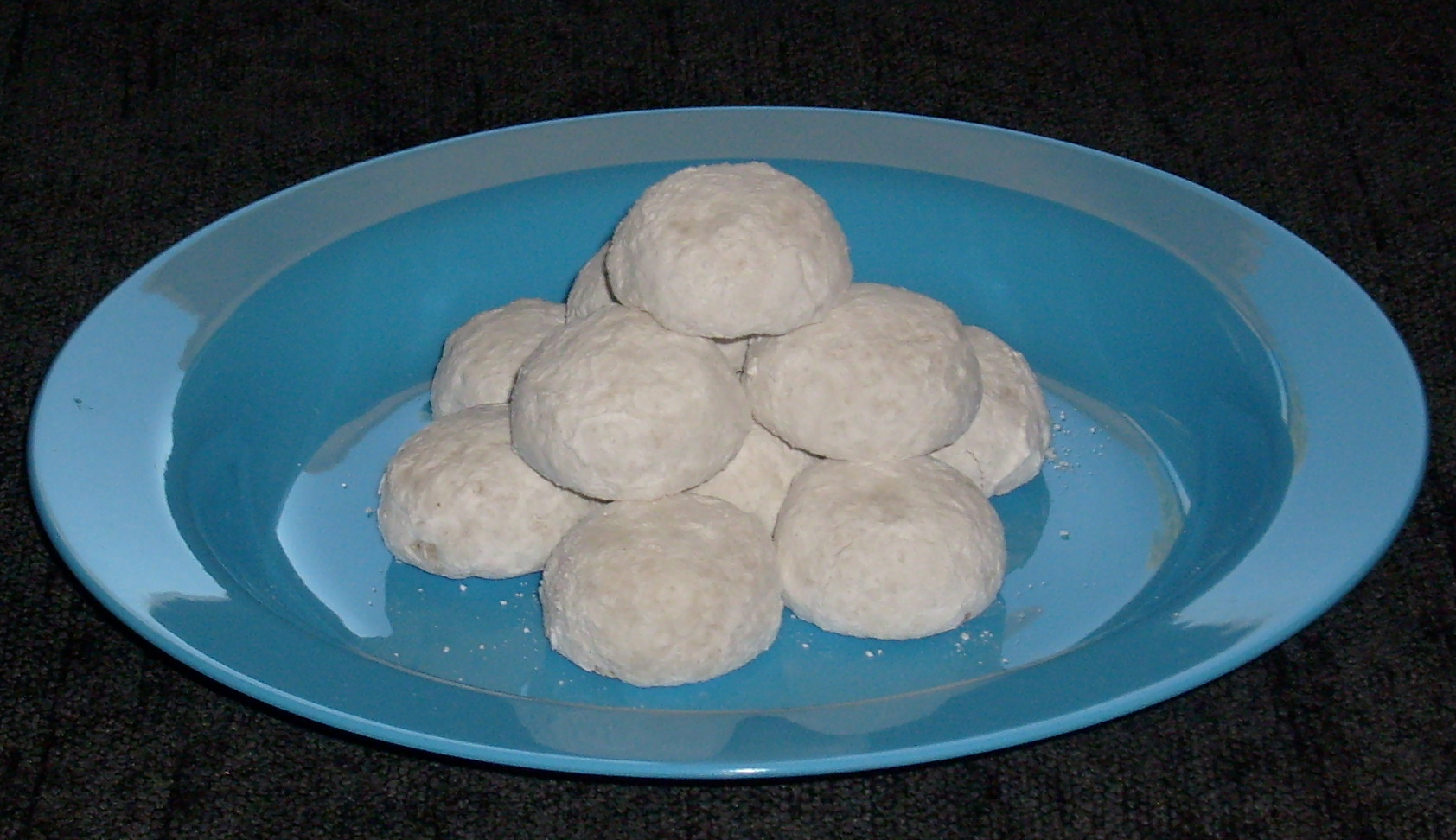
Un plato de pfeffernüsse.

Las pfeffernüsse (singular pfeffernuss; en danés pebernødder y en holandés pepernoten) son galletas pequeñas y redondas hechas con frutos secos picados. El nombre (literalmente ‘nueces de pimienta’) alude al sabor especiado de las galletas, además de al hecho de que muchas recetas que incluyen almendras o nueces añaden una pequeña cantidad de pimienta negra. En el sur de Alemania se conocen como eiweißgebäck, y en algunos otros lugares se llaman pimpernüsse.

## Historia
Las pfeffernüsse son de origen holandés, preparándose para Sinterklaas, una fiesta celebrada el 5 de diciembre (el 6 en Bélgica) en la que los niños pequeños reciben regalos de san Nicolás, la inspiración original de Santa Claus. En Alemania las pfeffernüsse se preparan tradicionalmente durante la época navideña.

## Ingredientes
Las recetas suelen indicar que a la masa se le dé forma redonda. Actualmente se producen a menudo con una base de chocolate. Las pfeffernüsse son extremadamente duras cuando se hornean por primera vez. Durante al menos una semana, son difíciles de morder sin mojarlas primero en alguna bebida. Sin embargo, se ablandan con el tiempo.
Como en el caso de muchos dulces, hay muchísimas variantes de pfeffernüsse. Aunque la mayoría de las recetas incluyen clavo y canela, algunas usan nuez moscada o anís. Una receta danesa de pebernødder incluye pimienta blanca, aunque la mayoría de las recetas internacionales usan negra. Algunas versiones de pfeffernüsse contienen pacana, jengibre o cardamomo.

## Pastas de té rusas
Las pfeffernüsse alemanas se confunden frecuentemente con las pastas de té rusas debido a su forma parecida y a que ambas suelen cubrirse con azúcar glas, pero son recetas radicalmente diferentes.